# Nereo e Achilleo
Nereo e Achilleo (morti a Roma, probabilmente nella persecuzione dei cristiani sotto Diocleziano) furono due soldati romani convertiti al cristianesimo, venerati come santi martiri dalla Chiesa cattolica.

## Primo documento
Il papa Damaso I (366–384) mise nella tomba di Nereo e Achilleo un'iscrizione della quale due frammenti di rilievo sono stati trovati in situ da Giovanni Battista de Rossi nel 1874.
Il testo completo dell'iscrizione era già noto, essendo stato conservato, con indicazione del luogo di appartenenza e dell'identità dei martiri, in diversi manoscritti dell'VIII secolo continenti copie fatte nel VII secolo. Un esempio è un manoscritto di Einsiedeln, che in una sezione intitolata Inscriptiones Urbis Romae dice che l'iscrizione si trovava in sepulchro Nerei e Achillei e riguardava Nereus et Achilleus martyres. Il testo si trova pure in manoscritti di Heidelberg, Klosterneuburg e Gottwick. La scoperta nel 1874 dell'originale rese ancora più evidente chi erano i martiri elogiati da Damaso.

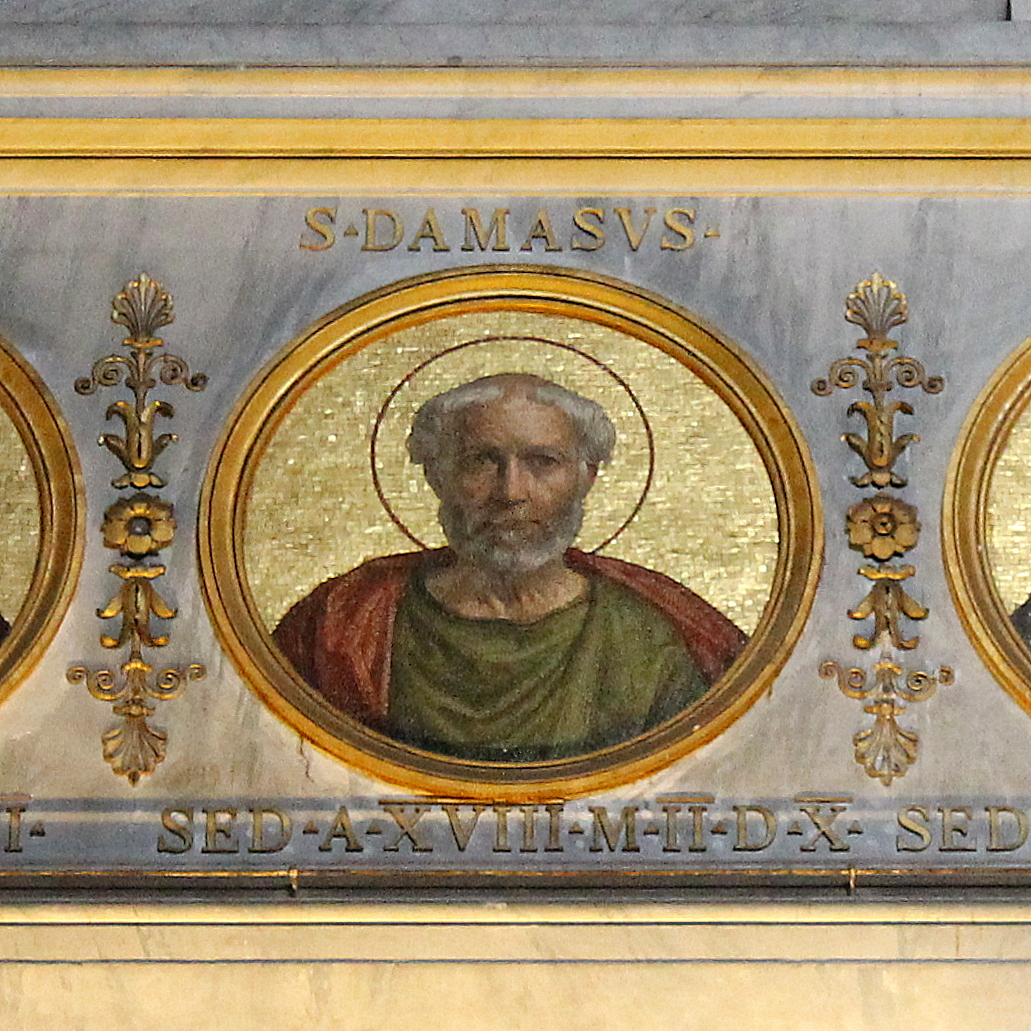
San Damaso

Testo dell'iscrizione di Damaso
Militiae nomen dederant saevumq(ue) gerebant
officium, pariter spectantes iussa tyranni,
praeceptis pulsante metu servire parati.
Mira fides rerum: subito posuere furorem,
conversi fugiunt, ducis impia castra relinquunt,
proiciunt clipeos faleras telaq(ue) cruenta,
confessi gaudent Christi portare triumfos.
Credite per Damasum possit quid gloria Christi.
Traduzione poetica italiana di Alfredo Ildefonso Schuster
Nereo e Achilleo, Martiri! Ambedue si erano fatti
Scrivere tra i militi e attendevano al fiero ufficio
Di eseguire gli ordini efferati del tiranno.
Il terrore li costringeva a tale servaggio.
Vedi però Provvidenza Divina!
Dio li converte ed essi depongono tosto il furore:
abbandonano l’empio castro pretorio, fuggono e gettano
lungi da sé scudi, faretra e sanguinolenti dardi.
Confessano la fede in tribunale e, pieni di gioia,
nel supplizio, portano trionfalmente la Croce di Cristo.
Questo testo, in cui il pensiero e la terminologia dell'ultimo verso in latino ricordano un'iscrizione damasiana sulla conversione di san Paolo, celebra come simile miracolo brillante di conversione per la potenza di Cristo quella di Nereo e Achille, i quali dovevano essere soldati della guardia pretoria di Roma.
Gli storici ritengono probabile che questi due santi sono stati uccisi nella persecuzione di Diocleziano, diretta inizialmente contro i cristiani dell'esercito (295-298) e poi contro la Chiesa cristiana in quanto tale (a partire dal 303).

## Leggenda

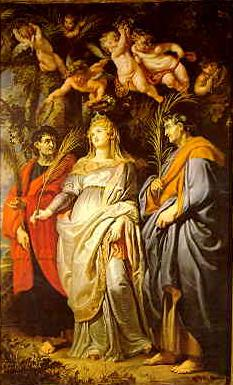
Peter Paul Rubens, Santa Domitilla e i santi Nereo e Achilleo, Roma, Chiesa Nuova, 1608

Una leggenda tardiva, presentata negli Atti dei santi Nereo e Achilleo (V o VI secolo), rappresenta Nereo e Achilleo non come soldati ma come eunuchi cubicularii (camerieri al servizio della camera da letto) della dama nobile Flavia Domitilla, descritta inizialmente come nipote dell'imperatore romano Domiziano (81–96) e più avanti nello stesso documento come nipote di un certo console Clemens, generalmente identificato come Tito Flavio Clemente (console 95), marito di una nipote dello stesso imperatore Domiziano chiamata Flavia Domitilla.
In questa leggenda i due eunuchi convincono la loro padrona Domitilla, la quale sta per sposarsi, che è preferibile la verginità. Il fidanzato piantato ottiene dall'imperatore che Domitilla sia relegata ad un'isola per farle cambiare idea. I due eunuchi l'accompagnano all'isola, dove hanno una disputa con due discepoli di Simone Mago. Continuano a confermare Domitilla nel suo intento di verginità e perciò il fidanzato li fa trasferire a Terracina, torturare duramente e uccidere. Un loro discepolo ruba i loro corpi, e li seppellisce "nella tenuta suburbana di Domitilla nella cripta di arenaria ... sulla via Ardeatina ad un miglio e mezzo dalle mura della città nei pressi della tomba dove era stata sepolta Petronilla, la figlia dell'apostolo Pietro".
Secondo Dennis Trout, si includono simili dettagli allo scopo di collegare il racconto ai martiri sepolti nelle tombe vicine, di aumentare la fiducia dei lettori nella raccomandazione della castità, e di convalidare l'autenticità della tomba di Nereo e Achille, una delle attrazioni principali, insieme a quella di Petronilla, per i visitatori alle catacombe di Domitilla.
Questa leggenda è di almeno un secolo più recente del testo che san Damaso ha fatto incidere in marmo, la più antica testimonianza dell'esistenza e della professione dei martiri Nereo e Achilleo, come confermano Dennis Trout, J.H. Crehan, Everett Ferguson e Johann Peter Kirsch

## Martirologi

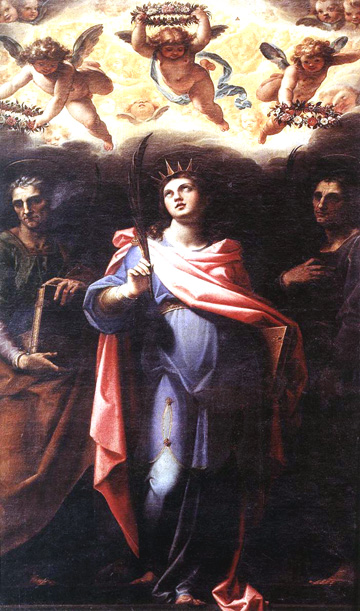
Niccolò Pomarancio, Santa Domitilla e i santi Nereo e Achilleo, Chiesa dei Santi Nereo e Achilleo (Roma), 1598-99

Si menzionano insieme Nereo e Achilleo, senza metterli in relazione con altri santi, nelle liste del V secolo dei martiri romani, nel Martyrologium Hieronymianum attribuito a san Gerolamo, nel Sacramentario gelasiano e negli itinerari utilizzati dai pellegrini del VII secolo in visita alle tombe dei martiri a Roma.
Nel IX secolo Nereo e Achilleo vengono per la prima volta associati, come nella leggenda, con Flavia Domitilla: il martirologio di Adone di Vienne li chiama suoi eunuchi (qui fuerunt eunuchi beatae Flaviae Domitillae). Giovanni Battista de Rossi accenna alla "varietà. che corre tra il carme damasiano e la leggenda accettata da Adone e indi propagata nei posteriori martirologii". Infatti la menzione di Adone è stata copiata dal Martirologio di Usuardo e, attraverso di questo, dal Martirologio Romano di Cesare Baronio. Perciò Henri Quentin ha detto di Adone: "In quasi tutti i luoghi in cui la tradizione dei martirologi ha causato agli storici un serio imbarazzo incontriamo la mano di questo autore... Adone ha avuto sullo sviluppo della letteratura martirologica un incresciosissimo influsso".
Prima della revisione del 2001, il Martirologio Romano diceva: "A Roma nella via Ardeatina i santi Martiri Nereo ed Achilleo fratelli; i quali prima con Flavia Domitilla (di cui eran Eunuchi) essendo stati lungamente confinati nell'Isola Ponza, di poi furono con molte battiture afflitti; finalmente con l'eculeo e le fiamme violentati da Minuzio Rufo Consolare a sacrificare agl'Idoli, e rispondendo essi di esser stati battezzati da San Pietro Apostolo, e perciò di non poter sacrificare agl'Idoli, furono decapitati".
Il decreto di promulgazione dell'edizione 2001 del Martirologio Romano dice: "Secondo quanto disposto dalla costituzione Sacrosanctum Concilium del Concilio ecumenico Vaticano II sulla sacra liturgia, affinché “le passioni o vite dei santi siano riportate alla fedeltà storica” (art. 92 c), è necessario sottoporre al giudizio della disciplina storica e trattare con più diligenza rispetto al passato sia i nomi dei santi iscritti nel Martirologio sia i loro elogi".
Così, questa edizione non presta agli Atti dei santi Nereo e Achilleo alcuna attenzione e fornisce su questi martiri informazioni basate solo sull'iscrizione di Damaso incisa su marmo: "Santi Nereo e Achílleo, martiri, che, come riferisce il papa san Damaso, si erano arruolati come soldati e, spinti da timore, erano pronti ad obbedire agli empi comandi del magistrato, ma, convertitisi al vero Dio, gettati via scudi, armature e lance, lasciarono l'accampamento e, confessando la fede in Cristo, godettero del suo trionfo. In questo giorno a Roma i loro corpi furono deposti nel cimitero di Domitilla sulla via Ardeatina".

## Basilica dei santi Nereo e Achilleo

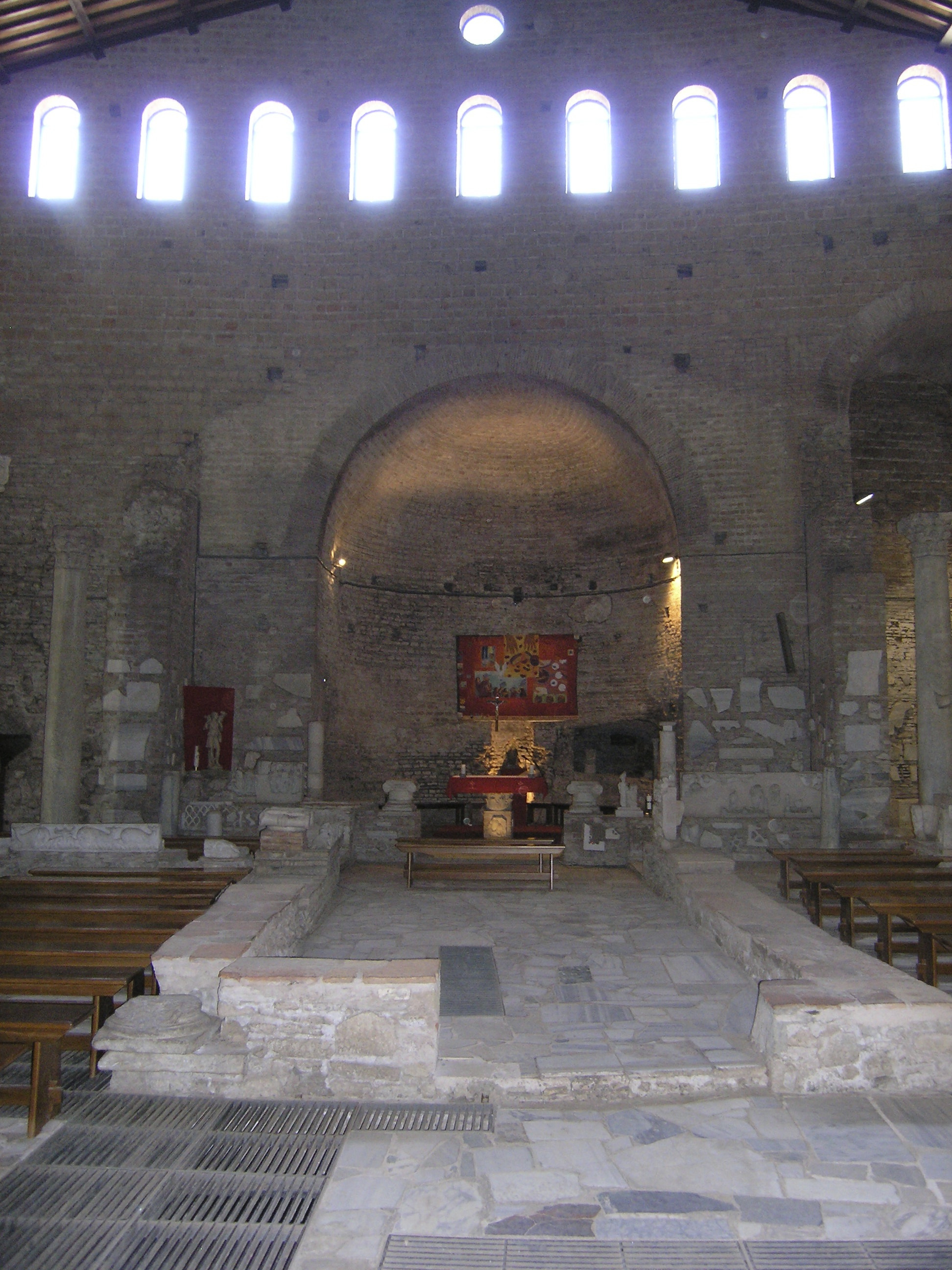
Basilica dei santi Nereo e Achilleo nelle catacombe di Domitilla, Roma

Nel 1874, Giovanni Battista de Rossi ha portato alla luce nelle Catacombe di Domitilla una basilica semi-interrata dedicata a questi santi con tre navate, abside e nartece.
Questa basilica semi-interrata è stata preceduta da due fasi strutturali sotterranee, che non sono state scavate fino ad ora.
La data della basilica è contestata: Pergola (1982) attribuisce la costruzione di Papa Damaso; De Rossi (1874) allo stesso IV secolo, ma dopo la morte di Damaso, Krautheimer (1967) e Tolotti (1985) a circa l'anno 600. Nel XXI secolo si verifica un crescente consenso per il V secolo o più tardi.
Gli scavi del 1874 hanno scoperto due frammenti dell'iscrizione di Damaso, che conferma l'esistenza dei due santi e la loro professione militare. Hanno inoltre rilevato una colonna di marmo, che serviva per sostenere il ciborio dell'altare della basilica, e che porta la scritta "Acileus" e un bassorilievo raffigurante un uomo con le mani legate dietro la schiena, e dietro di lui un soldato che sta per decapitarlo. Un'altra colonna, trovata rotta, deve aver avuto il nome "Nereus": ne rimane una piccola sezione che mostra i piedi dei due personaggi di una scena simile.
Il Liber Pontificalis informa che il papa Giovanni I (523-526) ha riparato il "cimitero dei beati martiri Nereo e Achilleo", ma non è chiaro se questo lavoro riguardava la basilica scoperta nel 1874.
La basilica certamente esisteva intorno all'anno 600, quando il papa Gregorio I ha predicato in essa la sua omelia 28.

## Storia successiva
Nell'VIII secolo, in una situazione di insicurezza testimoniata dall'assedio longobardo di Roma nel 756, le reliquie di molti martiri sono state trasferite dalle catacombe a delle chiese all'interno delle mura della città. De Rossi ritiene che le reliquie dei santi Nereo e Achilleo probabilmente sono rimaste nelle catacombe, ma Northcote e Brownlaw considerano più probabile che anche queste famose relíquie sono state portate dentro la città. Non si può escludere la possibilità che le reliquie siano state trasferite alla chiesa dedicata ai due martiri prima della fine del VI secolo o, più probabilmente, quando questa chiesa è stata ricostruita dal papa Leone III nel 814.
Nel 1215, sono state depositate nella chiesa Sant'Adriano al Foro (la Curia Iulia) nel Foro Romano delle reliquie di ignota provenienza che sarebbero di Nereo e Achilleo. Nel 1597, queste reliquie, insieme a quelle che sarebbero le reliquie di Flavia Domitilla, sono state trasportate con la massima solennità da questa chiesa alla chiesa dei Santi Nereo e Achilleo, allora il titolo cardinalizio di Cesare Baronio, che credeva nella leggenda degli Atti dei santi Nereo e Achilleo e che era il primo ad affermare che c'erano due Domitille esiliate da Domiziano, una la moglie e l'altra la nipote di Flavio Clemente.
Naturalmente, è possibile che le reliquie siano state asportate quando a una data sconosciuta la basilica è stata spogliata sistematicamente (forse a beneficio di una chiesa di nuova costruzione) dell'altare, dei banchi del clero, degli amboni, del pavimento.
La causa della distruzione finale della basilica dev'essere il terremoto dell'897, che ha anche danneggiato gravemente la Basilica di San Giovanni in Laterano, cattedrale della diocesi di Roma. Le colonne della basilica dei due santi martiri sono state rovesciate e da allora giacevano parallele tra loro fino alla scoperta del 1874.
Oggi, la basilica è ancora una volta una chiesa funzionante con spazio per 500 fedeli.
Nella parete di fronte all'abside è posta la restaurata inscrizione di Damaso, e le colonne cadute somo state rimesse in posizione verticale.
È stato in questa basilica che, poco prima della chiusura del Concilio Vaticano II, un gruppo di vescovi cattolici hanno firmato quello che si chiama il Patto delle catacombe, impegnandosi ad adottare uno stile di vita semplice e di servizio dei poveri.

## Festa
Fin dall'inizio, la festa dei santi Nereo e Achilleo è il 12 maggio. Già prima del Calendario romano tridentino del 1570 si celebrava insieme ad essi san Pancrazio. Il nome di Flavia Domitilla (la cui festa propria è il 7 maggio), è stato aggiunto nel 1595 su richiesta del cardinale Cesare Baronio, ma è stato rimosso nel 1969 perché non appartenente all'antica tradizione romana. Dal 1969 i Santi Nereo e Achilleo hanno nell'attuale Calendario romano generale una memoria facoltativa distinta da quella di san Pancrazio.